# Metacrias huttoni
Metacrias huttoni là một loài bướm đêm thuộc phân họ Arctiinae, họ Erebidae. Loài này có ở New Zealand, ở đó Loài này có ở khu vự phía đông của Đảo Nam ở vùng núi thấp.
Ấu trùng ăn nhiều loại cỏ.